# Ochimo
Ochimo (in greco antico: Ὄχιμος?, Óchimos) è un personaggio della mitologia greca. Era uno dei sette Eliadi.

## Genealogia
Era figlio di Elio e di Rodo; sposò una ninfa di nome Egetoria che gli diede la figlia Cidippe.

## Mitologia
Ochimo aveva un fratello di nome Cercafo ed insieme si insediarono nel territorio di Ialiso e fondarono la città di Achea dove lui, essendo il più anziano, divenne il re.
In seguito Cercafo si innamorò di sua figlia, la ottenne in sposa e gli diede tre nipoti (Lindo, Camiro e Ialiso).
Secondo una versione alternativa, Ochimo promise la figlia in sposa ad Orchidione, ma Cercafo rapì la ragazza e non la restituì finché Ochimo non fu diventato molto vecchio.
Alla sua morte fu Cercafo a diventare il nuovo re di Rodi.